# Gens Petronia
Die Petronii (deutsch: Petronier) waren eine bedeutende Familie (gens) im alten Rom.

## Herkunft
Die Familie Petronius scheint ursprünglich nicht römisch, sondern etruskisch, umbrisch oder sabinisch gewesen zu sein. Im einst umbrischen Perusia (heute Perugia) fanden sich Aschenkisten mit etruskischen Inschriften (ein Zweig der Familie Petronius trägt später den Beinamen „Umbrinus“), in Montepulciano lebte ein haruspex Gaius Petronius, Sohn der Crispina, (wobei schon die Angabe des Muttersnamens typisch etruskisch ist) und auch in Praeneste (heute: Palestrina) gibt es alte Grabsteine mit dem etruskischen Namen „Petruni“, die vielleicht aus dem 7./6. Jahrhundert stammen.
Wie andere Familien auch führten die Petronier sich auf sehr alte Vorfahren zurück, deren historische Existenz jedoch zweifelhaft ist. Im ersten Buch der Exempla-Sammlung des Valerius Maximus (erschienen 31 n. Chr.), das über die Religion handelt, findet sich eine paradigmatische Erzählung, der es kaum um historische Richtigkeit zu tun ist. Maximus berichtet, der römische König Tarquinius Superbus habe einst die sibyllinischen Bücher erworben und zwei ausgewählte Männer zu ihrem Schutz bestellt. Einer von ihnen, ein gewisser Atilius sei bald darauf von einem Sabiner namens Petronius bestochen worden, damit ihm erlaubt würde, die Bücher abzuschreiben. Atilius sei daraufhin wie ein Vatermörder gesäckt worden. Im Jahre 495 v. Chr. soll man die von Petronius abgeschriebenen Sibyllinischen Bücher konsultiert haben, bevor man den Tempel des Liber, der Libera und der Ceres einen Tempel weihte. Die Erzählung ist kaum historisch.

## Petronii während der römischen Republik
Der Name Petronius erscheint in Rom tatsächlich erst im 2. Jahrhundert v. Chr.
- Der Historiker Polybios berichtet über einen C. Petronius, der im Jahre 156 v. Chr. nach Asia geschickt wird, um die Streitfragen zwischen den Königen von Pergamon und Bithynien zu untersuchen.[3]
- In den folgenden hundert Jahren taucht der Name Petronius auf Delos[4] und in der Fabischen Tribus in Rom auf[5]
- Ein L. Petronius, aus niederer Herkunft, gelangte durch seinen Freund P. Coelius Caldus zum Ritterrang. 87 v. Chr. fiel er als Befehlshaber in Placentia (heute Piacenza).[6]
- Zur Zeit Caesars finden sich bereits mehrere Petronii mit militärischem Rang. Im Jahr 53 diente ein Petronius als Militärtribun unter Marcus Licinius Crassus und war Augenzeuge von dessen Tod im Kampf gegen die Parther[7]
- Ein M. Petronius diente als Centurio in Caesars VIII. Legion und opferte sich bei der Eroberung von Gergovia für seine Mitsoldaten (52 v. Chr.).
- Ein Petronius war Mitverschwörer gegen Caesar. Er floh im Jahr 41 v. Chr. zusammen mit anderen Anhängern der Cäsarmörder Brutus und Cassius nach Ephesus. Antonius begnadigt die Schutzflehenden. Nur Petronius wurde – obschon auch er im Tempel Asyl gesucht hatte – verurteilt, weil er direkt an der Ermordung Cäsars im Jahr 44 v. Chr. beteiligt gewesen war.[8]

## Petronii während der Kaiserzeit
Der Senator L. Petronius Rufus (= PIR² P 305) war am 23. Mai 17 v. Chr. Zeuge eines Senatsbeschlusses.

### Petronii ohne Cognomen / Petronii Turpiliani
Der wichtigste Zweig der Familie waren die Petronii ohne Cognomen, (wie es scheint trugen einzelne Söhne dieser Familie gleichwohl das Cognomen Turpilianus). Offenbar hielt man sich gerade in dieser Familie eine sabinische Abstammung zugute. Begründer dieses Zweiges war:
- Publius Petronius (Präfekt von Ägypten) (irrtümlich Gaius genannt), römischer Ritter, etwa 25–21 Präfekt von Ägypten (= PIR² P 270), vielleicht identisch mit dem 53 v. Chr. genannten Militärtribunen des Crassus.

- Publius Petronius Turpilianus (Münzmeister), römischer Münzmeister (IIIvir monetalis) um 20–18 v. Chr., vmtl. Sohn des vorigen, wohl identisch mit dem gleichnamigen Prokonsul von Hispania Baetica um 6/5 v. Chr. Mit ihm beginnend gehört die Familie dem Senatorenstand an (= PIR² P 314)

- Publius Petronius (Augur), wohl Sohn des Vorigen, Augur, 19 n. Chr. Suffektkonsul, 29–35 Prokonsul von Asia, 39–42 Statthalter (leg. pr. pr.) Syriae (= PIR² P 269)
- Gaius Petronius Sept.-Dez. 25 Suffektkonsul, wohl Bruder des Publius (= PIR² P 266)

- Petronia, erste Gattin des späteren Kaisers Vitellius (wohl Tochter des Publius), Mutter des

- Petronianus Vitellius und des
- Servius Cornelius Dolabella Petronianus (Konsul 86) (= PIR² P 323)
- Publius Petronius Turpilianus (Konsul 61) († 68 n. Chr.), 61 Konsul dux neronis (wohl Sohn des Publius) (= PIR² P 315)

Der bedeutendste Sohn dieser Linie war zweifellos der Dichter
- Titus Petronius gen. Arbiter (* ca. 14; † 66 n. Chr.), irrtümlich auch Publius Petronius Niger, römischer Politiker und Schriftsteller, Autor des Satyricon, auch er wohl ein Sohn des Auguren Publius Petronius (= PIR² P 294)

### Petronii Nigri
Möglicherweise eng verwandt mit dieser Linie sind die Petronii Nigri:
- Gaius Petronius Pontius Nigrinus, Konsul 37 (Sohn des L. Pontius Ni[grinus]?, vielleicht von Gaius Petronius (cos. 25) adoptiert) (= PIR² P 812)

- Publius Petronius Niger, 62 Suffektkonsul (Sohn des Vorigen) (siehe PIR² P 294, dort vermischt mit Titus Petronius Arbiter),

- siehe auch unter Pontia (wohl Tochter des P. Petronius Niger) (= PIR² P 832)

### Petronii Umbri(ni)
Daneben erlangte insbesondere die Familie der Petronii Umbri(ni) früh einige Bedeutung:
- C. Petronius Umbrinus (vor 24 n. Chr.) (= PIR² P 319)

- Petronia C.f., Tochter des Vorigen, verheiratet mit Galeo (Tettienus) (= PIR² P 324)
- Q. Petronius Umber, 54 Legat Neros in Galatien (Bruder der Vorigen) (= PIR² P 318)

- M. Petronius Umbrinus, 81 Suffektkonsul (Sohn des Vorigen) (= PIR² P 320)

- M. Petronius Cremutius, 87 Arvalbruder (Sohn des Vorigen) (= PIR² P 278)

### Weitere Petronii des 1. Jhs.
Im 1. Jahrhundert n. Chr. finden sich außerdem:
- Petronius Musa, Pharmakologe des 1. Jahrhunderts (= PIR² P 293) (siehe unter Publius Petronius Niger)
- Petronius Aristocrates, aus Magnesia, Philosoph, älterer Freund und Lehrer des Aulus Persius Flaccus (34–62)[10]
- Aulus Petronius Lurco, 58 Suffektkonsul (= PIR² P 284)
- Petronius Priscus, als Teilnehmer an der Pisonischen Verschwörung im Jahr 65 verbannt (= PIR² P 297)
- M. Petronius Flaccus, 61 als Ritter zusammen mit M. Petronius Narcissus (einem Freigelassenen?) in Pannonien genannt (AE 1998, 1056)
- Petronius Urbi(cus), 68 Prokurator von Norica (= PIR² P 322)
- P. Petronius Secundus, wohl Vater des P. Petronius Achaicus (Grabinschrift in Smyrna)

- Weitere Mitglieder der Familie Petronius Secundus sind der im Folgenden genannte Präfekt von Ägypten und später ein L. Petronius Secundus, der von seinem gleichnamigen Vater in der Priscilla-Katakombe in Rom bestattet wurde und daher vermutlich Christ war (ILCV 738)

### Petronii als Präfekten von Ägypten
Im Jahre 88 n. Chr. wird in Ägypten eine reiche Dame erwähnt, namens
- Petronia Magna.[11]

Nach Publius Petronius im 1. Jahrhundert v. Chr. (siehe oben) erscheint vom Ende des 1. bis zur Mitte des 2. Jahrhunderts eine Anzahl Petronii als Präfekten von Ägypten:
- Titus Petronius Secundus († 97), 92 Präfekt von Aegypten, Prätorianerpräfekt (= PIR² P 308)
- Petronius Quadratus, zu Anfang des 2. Jahrhunderts (124/126?) Präfekt von Aegypten (= PIR² P 303)

- M. Petronius Mamertinus, 133–137 Präfekt von Aegypten, 139–143 Prätorianerpräfekt (= PIR² P 288)
- M. Petronius Honoratus, 147/148 Präfekt von Aegypten (wohl Bruder des Vorigen) (= PIR² P 281)

### Petronii Mamertini
Die beiden letztgenannten Petronii gehören zur Familie der Petronii Mamertini, deren Mitglieder im 2. Jahrhundert verschiedene hohe Ämter bekleideten:
- M Petronius Sura, Proconsul unter Hadrian (= PIR² P 310), Bruder des M. Petronius Mamertinus praefectus aegypti, Vater des (Petronius) Antoninus (PIR² P 273)

- M. Petronius Mamertinus, 150 Suffektkonsul (= PIR² P 287), Sohn des Vorigen

- M. Petronius Sura Mamertinus, 182 Konsul, (= PIR² P 311), Sohn des Vorigen, Vater des

- Petronius (Sura?) Antoninus (PIR² P 272)

- M. Petronius Sura Septimianus, 190 Konsul, (= PIR² P 312), Stiefbruder des M. Petronius Sura Mamertinus

### Petronii als Prokuratoren, Stadtpräfekten, Konsuln und in anderen hohen Ämtern vom 2. bis zum 4. Jh.
Auch vom 2. bis ins 4. Jahrhundert gab es immer wieder weitere Petronii, die hohe und höchste Ämter ausübten:
- Q. Petronius Modestus, Sohn des Gaius, zwischen 96 und 102 Prokurator von Hispania citerior (= PIR² P 292)
- C. Petronius Celer, 137 Prokurator von Mauretanien (= PIR² P 277)
- T. Petronius Priscus, unter Hadrian Prokurator von Asia und Syria (= PIR² P 300)

-  ? P. Petronius Priscus, (Praetor?), 184 Magister der Arvalbrüder; † nach 193. (= PIR² P 299)

- Q. Petronius Melior, Vater des

- Q. Petronius Melior, um 184 procurator annonae (= PIR² P 291)

-  ? Q. Petronius Melior, praefectus frumenti dandi (= PIR² P 290)

- L. Petronius Sabinus, 145 Suffektkonsul (= PIR² P 306)

- L. Petronius Sabinus, (Sohn des Vorigen?) aus Ancona, procurator Augustorum unter Marcus Antoninus und Commodus (177–180) (= PIR² P 307)

- Petronius Iunior, ein von Septimius Severus (193–211) getöteter Edelmann (= PIR² P 282)
- L. Petronius Verus, 198 Prokurator von Galatien (= PIR² P 316)
- C. Petronius Magnus, Konsular, gen. 223. (= PIR² P 286), wohl identisch mit Petronius Magnus, Praetor unter Caracalla, und mit dem Gegenkaiser Magnus des Jahres 235
- P. Petronius Felix, ehemaliger Tribun der Prätorianer, stiftet im Jahr 225 zusammen mit seinem Sohn in Thuburbo Maius (Tunesien) eine Säulenhalle.
- Petronius Victorinus gen. 256 (= PIR² P 317)
- L. Petronius Taurus Volusianus, 261 Konsul, 267/68 Stadtpräfekt (= PIR² P 313)
- Petronius Annianus, 314 Konsul
- Petronius Claudius, 369 und 370 Prokonsul von Africa
- Petronius Apollodorus, 370 pontifex maior
- Petronius, 390 vicarius Africae

### Petronii Probi(ani)
Vom Anfang des 4. bis zum Anfang des 6. Jhs. stellt der Zweig der Petronii Probiani eine Anzahl von Konsuln:
- Petronius Probianus, 322 Konsul, 329–331 Stadtpräfekt

- Petronius Probinus, 341 Konsul, 345/346 Stadtpräfekt

- Sex. Petronius Probus 371 Konsul, verschiedenste weitere hohe Ämter

- Anicius Hermogenianus Olybrius und
- Anicius Probinus (Söhne des Vorigen) 395 gemeinsam Konsuln,
- Anicius Petronius Probus, (Bruder der Vorigen), 406 Konsul

- Petronius Probinus, 489 Konsul

- Rufius Petronius Nicomachus Cethegus, (Sohn des Vorigen), 504 Konsul

### Petronii als Verwandte der Kaiser
Auch in der nächsten Verwandtschaft der Kaiser finden sich immer wieder Angehörige der Familie, schließlich wird ein Petronius sogar selbst zum Kaiser:
- Petronius Didius Severus, Vater des Kaisers Didius Julianus (* 133 in Mailand; † 193)
- M. Petronius Sura, Schwiegersohn des Kaisers Mark Aurel (121–180) (= PIR² P 311) (siehe oben)
- Petronius Antoninus, Enkel des Kaisers Mark Aurel (121–180) (= PIR² P 272), Sohn des Vorigen
- Petronius, Schwiegervater des Kaisers Valens (364–378)
- Petronius Maximus, 433 und 443 Konsul, weströmischer Kaiser von 17. März bis 31. Mai 455 (* 396; † 455 in Rom)

### Petronii als Bischöfe und andere Vertreter der hohen Geistlichkeit
Vom 4. Jahrhundert an verzeichnet auch die höhere Geistlichkeit Mitglieder der Familie Petronius in ihren Reihen:
- L. Petronius Dexter, Bischof in Clusium † 322
- Petronius, Bischof in der östlichen Reichshälfte, Teilnehmer an einer angeblich römischen Synode unter Papst Silvester I. (314–335)[12]
- Petronius von Ionopolis/Abunoteichos, Bischof und Teilnehmer beim Konzil von Nicäa 325
- Petronius, Abt des Weißen Klosters († 346)
- Petronius, 431 Bischof von Nevae (Nabav)
- Petronius Bononiensis, Heiliger und Bischof von Bologna († spätestens 450)
- Petronius, gallischer Bischof, Mitadressat eines Briefes von Papst Leo I. vom 27. Januar 452; eventuell identisch mit
- Petronius, Bischof von Die (Dea Augusta) (vor 463)
- Petronius, 487 oder 488 römischer Presbyter
- Petronius Aredius, 644 Bischof von Vaison

### Freigelassene Petronii
Neben diesen Familien haben sich viele Hundert Petronii in Inschriften verewigt (wohl zumeist freigelassene Sklaven). Die folgende Sammlung der Cognomina erhebt keinen Anspruch auf Vollständigkeit:
Petronius...Achilles/Achillius, Adaucta, Aelus, Agilus, Amerimnus, Amphionus, Andronicus, Annianus, Antoninus, Apronianus, Aquila, Aquileiensus, Argentillus, Avita, 
Bassillus, 
Castus, Cautinus, Celsus, Certus, Charito, Chryseros, Classi/cus Marrucinus, Cominianus, Crassillus?, Crescens, 
Discoridianus, Dossenus, Dyssullus, 
Epactianus, Epitynchan(o), Euscherus, Exoratus, 
Felix, Fisianus, Florentinus, Florinus, Fortunatus, 
Galerius, Gemellus/Gemellinus, Gratus, 
Herasmidicus, Hermia/Hermes, Hermonax, Hilarius, 
Institutus, Iucundus, Iustus, 
Laudocius/Laodicius, Liccaeus, 
Maevius (Mevius), Mamertinus, Marcella, Marcianus, Martialis, Maternus, Maximus/Maximillus, Myrismus Iunior, 
Nepos, Nicepor/Nicephorus, Numphodotus, 
Onesiphorus, 
Parthenius, Pauper, Philomusus, Pierius, Petronianus, Philogenes, Potens, Primigenius, Primitivus, Primus/Primulus, Priscus/Priscianus, Proculus, Probus, Pupinius Modestus, 
Romanus, Rusticus, 
Saturus, Salvius/Salvianus, Scaenarius, Severus/Severinus, Stephanus, Sucessus, Sulla, 
Tenax, Tertius, Thiasus, Trophimus, Tryphon, 
Urnius, Ursus/Ursulus, Valens, Veteranus, Vocusianus